# هوگو مارادونا
هوگو مارادونا ملقب به ال تورکو (زاده ۹ مه ۱۹۶۹ – درگذشته ۲۸ دسامبر ۲۰۲۱) بازیکن فوتبال و مربی فوتبال اهل آرژانتین بود. وی برادر دیگو مارادونا می‌باشد.
از باشگاه‌هایی که در آن بازی کرده‌است می‌توان به باشگاه فوتبال راپید وین، باشگاه فوتبال آویسپا فوکوئوکا، باشگاه فوتبال آرژانتینوس جونیورز، باشگاه فوتبال آسکولی، باشگاه فوتبال رایو وایکانو، باشگاه فوتبال ساگان توسو، و باشگاه فوتبال کونسادول ساپورو اشاره کرد.
وی همچنین در تیم ملی فوتبال زیر ۱۶ سال آرژانتین بازی کرده‌است.